# قرار مجلس الأمن التابع للأمم المتحدة رقم 18
قرار مجلس الأمن التابع للأمم المتحدة رقم 18، الذي تم تبنيه في 13 فبراير 1947، أنشا لجنة لمحاولة تطبيق قرار الجمعية العامة للأمم المتحدة رقم 41 الذي نص على أن تنظيم وخفض الأسلحة والقوات المسلحة العالمية يعد إجراءً هامًا لتعزيز السلام الدولي.
اعتمد القرار بـ10 أصوات، مع امتناع واحد من الاتحاد السوفيتي .